# San Antonio (Molango de Escamilla)
San Antonio es una localidad de México, localizada en el municipio de Molango de Escamilla en el estado de Hidalgo.

## Geografía
Se encuentra en la región geográfica de la Sierra Alta; a la localidad le corresponden las coordenadas geográficas 20° 53’ 25.025” de latitud norte y 98° 50’ 14.155” de longitud oeste, con una altitud de 1524 m s. n. m. Cuenta con un clima templado subhúmedo con lluvias en verano, de mayor húmedad.
En cuanto a fisiografía se encuentra en la provincia de la Sierra Madre Oriental, dentro de la subprovincia del Carso Huasteco; su terreno es de sierra. En lo que respecta a la hidrología se encuentra posicionado en la región del Pánuco, dentro de la cuenca el río Moctezuma, y en la subcuenca del río Amajac.

## Demografía
En 2020 registró una población de 681 personas, lo que corresponde al 5.88 % de la población municipal. De los cuales 331 son hombres y 350 son mujeres.
| Gráfica de evolución demográfica de San Antonio entre 1900 y 2020 |
|                                                                   |
| Población registrada por los censos y conteos del INEGI.          |